# Nuno Claro
Nuno Claro (n. 7 ianuarie 1977, Tondela, Districtul Viseu, Portugalia) este un fost fotbalist portughez care evoluat la CFR Cluj, ACS Poli Timișoara și Olt Slatina pe postul de portar.

## Carieră
Nuno Claro a jucat în Portugalia timp de 11 ani, după care a venit în România. A început la CFR Cluj în Liga I pe 21 octombrie 2007 într-un meci câștigat împotriva echipei Unirea Urziceni și a jucat timp de 6 ani. Cu CFR Cluj a câștigat trei campionate. În vara anului 2013, a semnat cu ACS Poli Timișoara. 
Dupa doua sezoane la Inter Olt Slatina, unde a evoluat ca jucator si antrenor de portari, isi incheie cariera concentrandu-se pe antrenorat. 
In luna August 2016 incepe sa anreneze o echipa de amatori in Grecia.

## Performanțe internaționale
A jucat pentru CFR Cluj în grupele UEFA Champions League 2008-09, contabilizând un meci în această competiție.

## Titluri
| Sezon   | Club          | Titlu              |
| ------- | ------------- | ------------------ |
| 2007-08 | CFR 1907 Cluj | Liga I             |
| 2009-10 | CFR 1907 Cluj | Liga I             |
| 2011-12 | CFR 1907 Cluj | Liga I             |
| 2007-08 | CFR 1907 Cluj | Cupa României      |
| 2008-09 | CFR 1907 Cluj | Cupa României      |
| 2009-10 | CFR 1907 Cluj | Cupa României      |
| 2009    | CFR 1907 Cluj | Supercupa României |